# 长垣市
长垣市是中华人民共和国河南省下辖的县级市，由新乡市代管。位于河南省东北部，地理上东临黄河，与山东省东明县隔河相望，南接封丘、北依濮阳，西邻滑县，面积1051平方千米。市政府駐蒲西街道人民路368號。

## 历史
长垣市域在西周时期曾为祭国都城，后属卫国。春秋时期卫国在此地置匡邑、蒲邑等。战国时期为魏国据有，置首垣邑。秦朝始置长垣县，最初属三川郡，后改属东郡，此为长垣得名之始。西汉时期，长垣县属兖州陈留郡，王莽时期改长垣县为长国。东汉时期以长垣为侯国。三国时期，长垣县为曹魏据有，属兖州陈留国，西晋沿袭魏制不变。东晋十六国时期，先后为东晋、后赵、前燕、前秦、后燕、后秦等政权所占据。南北朝时期，长垣县一度属南朝刘宋政权，归兖州，后属北魏。北魏太平真君八年（447年），长垣县并入外黄县，景明三年（502年）复置。此后历经东魏、北齐不变。
隋开皇十六年（596年），移县治于归姑城，改县名为匡城，因县南古匡城得名，属东郡。唐武德元年（618年），分置匡城、长垣二县。贞观八年（634年），长垣县并入匡城县，属河南道滑州管辖。五代后梁时期，改匡城为长垣，开平三年（909年）划归开封府。后唐同光二年（924年）又改为匡城县。北宋初年，为避宋太祖“匡”字讳，改匡城县为鹤丘县，至大中祥符二年（1009年），复称长垣县，属京畿路开封府管辖。金朝初属南京路开封府，泰和八年（1208年），因隔河不便，改隶大名府路开州。元朝初年曾改县为保垣州，不久后复改为长垣县。明清时期，长垣县仍属大名府开州。

中華民國時期，長垣市屬河北省管轄

中华民国初期，长垣县属直隶省大名道。1936年，划归河北省第十一行政督察区，1946年改属河北省第14行政督察区。1949年8月设立平原省，长垣县属平原省濮阳专区。1952年平原省撤销，长垣县随濮阳专区改属河南省。1954年6月，长垣县划归新乡专区，1955年2月改属安阳专区，
1958年4月又改属新乡专区，1961年12月，复归安阳专区。1983年9月，长垣县划归濮阳市管辖，1986年1月后改属新乡市。
2019年8月，经国务院批准，撤销长垣县，设立县级长垣市，以原长垣县的行政区域为长垣市的行政区域，长垣市人民政府驻蒲西街道人民路368号。长垣市由省直辖，新乡市代管。

## 行政区划
长垣市下辖5个街道办事处、11个镇、2个乡：
蒲西街道、蒲东街道、南蒲街道、蒲北街道、魏庄街道、丁栾镇、樊相镇、恼里镇、常村镇、赵堤镇、孟岗镇、满村镇、苗寨镇、张三寨镇、方里镇、佘家镇、芦岗乡、武邱乡和河南长垣起重工业园区管理委员会。

## 人口
根据第七次全国人口普查主要数据显示：长垣市常住人口为905436人  ，男性占比49.42%，女性占比50.58%，年龄结构中0-14岁占比25.94%，15-59岁占比56.8%，60岁以上占比17.26%，65岁以上占比13.44%。